# Ceramika iłżecka
Ceramika iłżecka - charakterystyczna bogato zdobiona ceramika produkowana w Iłży i jej okolicach od XV wieku.